# Philaenus glabifrons
Philaenus glabifrons är en insektsart som först beskrevs av Matsumura 1904.  Philaenus glabifrons ingår i släktet Philaenus och familjen spottstritar. Inga underarter finns listade i Catalogue of Life.